# Bert Harry
Albert Ernest Harry (1897 – 1966) là một cầu thủ bóng đá người Anh thi đấu ở Football League cho Crystal Palace. He cũng thi đấu cho Kingstonian, Dartford và Shrewsbury Town.
Harry ký hợp đồng với Crystal Palace năm 1921 bởi huấn luyện viên Edmund Goodman, người đã nhắm Harry ở Kingstonian trong chung kết Cúp Surrey. Ông có màn ra mắt Football League vào tháng 3 năm 1922 và có 410 lần ra sân cho Crystal Palace từ đó đến năm 1934, một kỉ lục câu lạc bộ giữ đến khi bị vượt qua bởi Terry Long năm 1960. Harry chuyển đến Dartford vào tháng 8 năm 1934 và đến Shrewsbury Town. Harry sau đó giải nghệ và trở thành một chủ quán rượu ở Oakmoor, Staffordshire.
Albert Harry mất năm 1966 lúc 68 hoặc 69 tuổi.